# Jean-Daniel Daninos
Jean-Daniel Daninos, né le 3 novembre 1919 à Paris et mort le 21 février 2006 au Chesnay, est un réalisateur français.

## Biographie
Scénariste de Certains l'aiment froide (Les râleurs font leur beurre) tourné en 1959, Jean-Daniel Daninos a réalisé un seul long métrage, Un Martien à Paris, une comédie de science-fiction.

## Filmographie
Scénariste
- 1960 : Certains l'aiment froide de Jean Bastia

Réalisateur
- 1961 : Un Martien à Paris